# Bluestonehenge

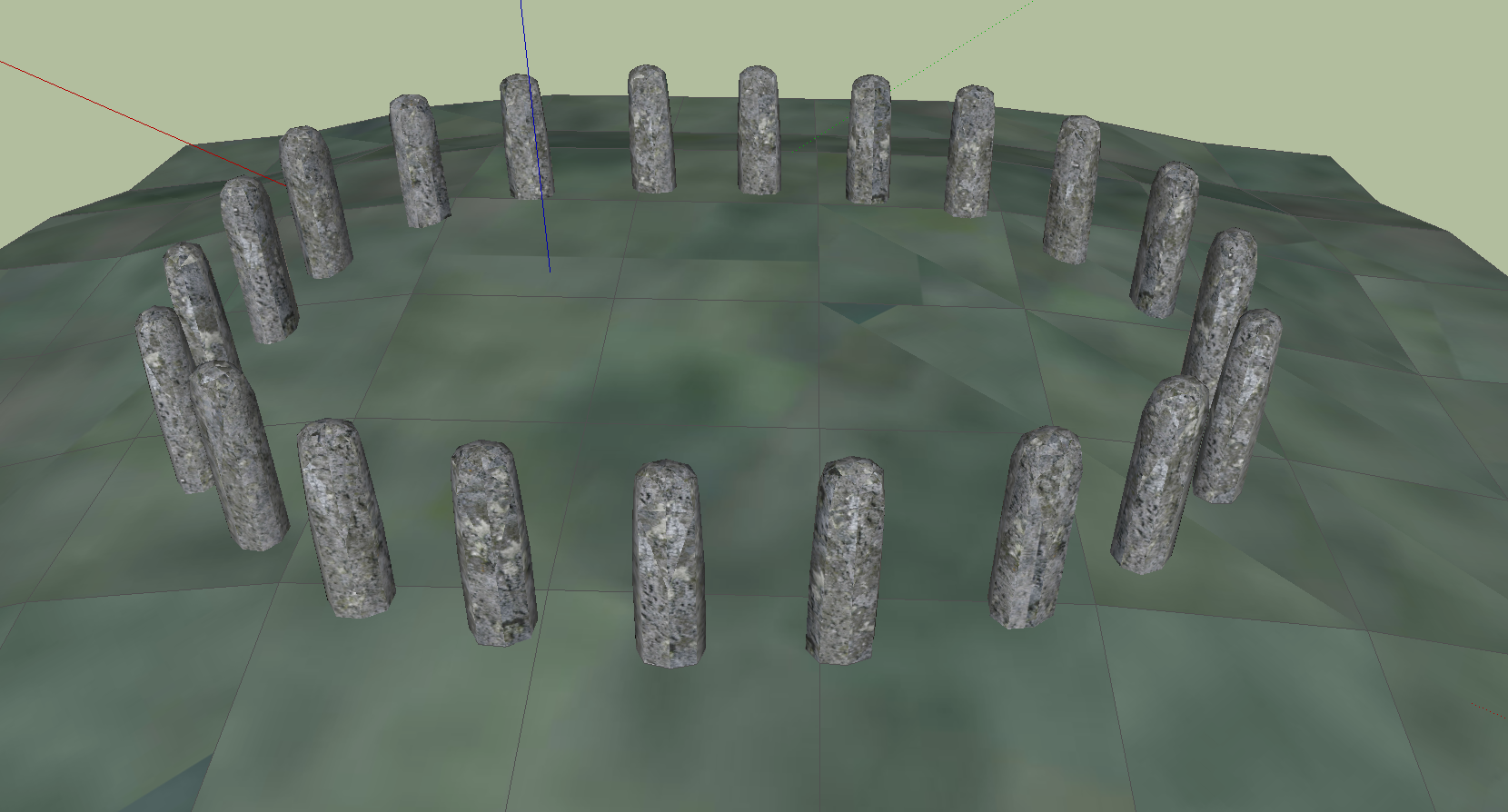
Reconstrucción digital de Bluestonehenge en configuración oval.

Bluestonehenge o Bluehenge (también conocido como West Amesbury Henge) es un henge prehistórico y monumento de círculo de piedras que fue descubierto por el Stonehenge Riverside Project a aproximadamente 2 km al sureste de Stonehenge en el condado de Wiltshire, Inglaterra. Los restos que quedan actualmente son la zanja del henge y una serie de hoyos de soporte de las piedras.

## Excavaciones
El yacimiento fue excavado en agosto de 2008 y en agosto de 2009, siendo considerado por los arqueólogos un hallazgo importante. Los detalles completos del descubrimiento se publicaron en la edición de enero/febrero de 2010 de British Archaeology.
Mike Parker Pearson y su equipo de investigadores jugaron un papel clave en el descubrimiento de un nuevo yacimiento de henge a lo largo del río Avon que está vinculado con Stonehenge. Este nuevo descubrimiento se produjo durante el Stonehenge Riverside Project y se le dio el nombre de 'Bluestonehenge' o 'Bluehenge' porque se encontraron restos de piedras areniscas azules durante la excavación. Estas piedras azules proceden de una cantera en las montañas galesas de Preseli Hills, situadas a 240 km de distancia de allí. 
Para Parker, henge a menudo se piensa, incorrectamente, que significa una estructura circular de piedra, aunque, de hecho, henge se refiere a una estructura cerrada hecha con tierra comprimida que contiene una zanja en el interior del bancal, dando la percepción de mantener algo dentro del recinto, en lugar de mantener fuera a algo. Esto implicaría que Stonehenge tiene un nombre incorrecto, ya que su zanja se encuentra en el exterior del bancal, lo que significa que no es realmente un henge según la definición original.
En su conjunto, el monumento está datado entre el 3000 y el 2500 a. C. y constaba de un conjunto circular de grandes piedras en vertical (probablemente 27) de unos 10 m de diámetro y rodeado de un foso.